# Port lotniczy Codrington
Port lotniczy Codrington (IATA: BBQ, ICAO: TAPH) – port lotniczy położony niedaleko Codrington, na wyspie Barbuda, w archipelagu Antigua i Barbuda.

## Linie lotnicze i połączenia
- Windward Islands Airways (Antigua)